# Edward Szydełkiewicz
Edward Szydełkiewicz (ur. 30 grudnia 1894 w Warszawie, zm. 20 sierpnia 1920 pod Brańszczykiem) – porucznik Wojska Polskiego II Rzeczypospolitej, kawaler Orderu Virtuti Militari.

## Życiorys
Urodził się jako syn Wacława i Eweliny z domu Dębska. W 1913 ukończył Gimnazjum Pawła Chrzanowskiego w Warszawie, a następnie na Łotwie studiował na Politechnice Ryskiej. 20 maja 1916 został powołany w szeregi Armii Imperium Rosyjskiego. Podczas służby uczęszczał do szkoły wojskowej, a po jej ukończeniu walczył do listopada 1917 w składzie 103 Brygady Artylerii na frontach I wojny światowej. Następnie przeszedł do I Korpusu Polskiego, którym dowodził generał Józef Dowbor-Muśnicki.
11 listopada 1918 wstąpił w szeregi odrodzonego Wojska Polskiego, gdzie otrzymał przydział do 8 pułku artylerii polowej z którym od 23 stycznia 1919 walczył na froncie wojny polsko-bolszewickiej i awansując na stopień porucznika. W 1920 w pułku był na stanowisku dowódcy 2 baterii. 7 czerwca 1920 w czasie walk pod Pilczą prowadząc silny ostrzał pozycji rosyjskich uniemożliwił tym samym rozbicie oddziału polskiej piechoty. Za czyn ten został wyróżniony nadaniem Krzyża Srebrnego Orderu Virtuti Militari. Zginął podczas bitwy jaka się rozegrała pod Brańszczykiem znajdującym się w okolicy Wyszkowa. Kawaler.

## Ordery i odznaczenia
- Krzyż Srebrny Orderu Virtuti Militari (nr 3666)[1]
- Krzyż Walecznych[1]